# L'inglese che salì la collina e scese da una montagna
L'inglese che salì la collina e scese da una montagna (The Englishman Who Went Up a Hill but Came Down a Mountain) è un film del 1995 diretto da Christopher Monger.
Commedia britannica scritta da Ivo Monger che racconta una storia appresa dallo stesso regista per bocca di suo nonno sulle vicende del piccolo villaggio del Galles meridionale di Taff's Well, nei pressi di Cardiff e della vicina collina di Garth Hill.
A causa della crescente urbanizzazione dei luoghi reali delle vicende, la pellicola venne girata nei villaggi rurali di Llanrhaeadr-ym-Mochnant e di Llansilin nel Galles centrale.
Fu presentato nella sezione Un Certain Regard del 48º Festival di Cannes.
Fu presentato alla diciannovesima edizione del Festival cinematografico internazionale di Mosca. Il regista vinse il premio della giuria.
Il fotografo Vernon Layton fu candidato per la rana d'oro nel concorso Camerimage.

## Trama
Jones the JP: I'm not sure how legal that is...

Rev. Robert Jones: Yes, or ethical...

Morgan the Goat: Legal? Ethical? Wh - how legal was it to say that a thousand feet is a mountain and 984 isn't, uh? Uh? Do we call a short man a boy, or a small dog a cat? No! This is a mountain, our mountain, and if it needs to be a thousand feet, then by God let's make it a thousand feet!»

Jones il giovane poliziotto: Non sono sicuro di quanto sia legale ...

Reverendo Robert Jones: Sì, o etico ...

Morgan il montone: Legale? Etico? Perché - era legale dire che un migliaio di piedi è una montagna e 984 non lo è, eh? Uh? Chiamiamo un uomo basso un ragazzo o un cane piccolo un gatto? No! Questa è una montagna, la nostra montagna, e se deve essere di mille piedi, allora per Dio facciamola di mille piedi!»
(dialogo dei personaggi, Copione del film)
Siamo nel Galles nel 1917, durante la prima guerra mondiale, quando due cartografi inglesi, il superbo Garrad ed il suo giovane apprendista Anson, arrivano nel piccolo villaggio rurale di Taff's Well per misurare la sua montagna, Ffynnon Garw, per scoprire, con grande oltraggio della popolazione locale, che essa è solo una collina perché non raggiunge i 1.000 piedi di altezza.
I locali, capitanati dal vecchio Morgan il Montone e dal Reverendo Jones, complottano con l'aiuto del giovane Anson, per ritardare la partenza di Garrad ed elevare artificialmente la vetta della loro collina per renderla appunto più alta del richiesto, anche con alcune motivazioni profonde come quella del reverendo che ritiene che "i giovani che tornano distrutti da una guerra non meritano di essere anche privati dell'orgoglio di vivere vicino alla prima montagna del Galles".
I due cartografi, tra sabotaggi alla macchina, "difficoltà" nel prendere un treno e problematiche condizioni meteo, saranno costretti a prolungare la loro permanenza nel villaggio; la domenica precedente alla partenza dei due cartografi, i cittadini riescono ad innalzare la collina quanto basta per farle superare la fatidica soglia, anche con l'involontario contributo del reverendo Jones che muore stroncato dalla fatica del salire e scendere, e come ultima volontà dichiara di voler essere sepolto in cima al tumulo, a notte fonda. La giovane Elizabeth, che era stata chiamata in causa per sedurre Anson, se ne innamora ricambiata e i due rimangono sulla collina per effettuare la misurazione alle prime luci dell'alba. Prima della partenza, Anson dichiarerà che quella di Taff's Well è in realtà una montagna e non una semplice collina, e annuncerà il suo fidanzamento con Elizabeth.

## Personaggi
- Reginald Anson interpretato da Hugh Grant
- George Garrad interpretato da Ian McNeice
- Elizabeth/Betty di Cardiff interpretata da Tara Fitzgerald
- Morgan il montone interpretato da Colm Meaney
- Johnny interpretato da Ian Hart
- Williams interpretato da Robert Pugh
- Reverendo Robert Jones interpretato da Kenneth Griffith
- Sergente Thomas interpretato da Ieuan Rhys
- Thomas interpretato da Tudor Vaughan
- Thomas interpretato da Hugh Vaughan
- Ivor interpretato da Robert Blythe
- Davies interpretato da Garfield Morgan
- Blod Jones interpretato da Lisa Palfrey
- Tommy Duecolpi interpretato da Dafydd Wyn Roberts
- Mavis interpretato da Anwen Williams
- Jones poliziotto giovane interpretato da David Lloyd Meredith
- Evans fine del mondo interpretato da Fraser Cains
- Nonno interpretato da Jack Walters
- Ragazzo giovane interpretato da Harry Kretchmer
- Thomas interpretato da Howell Evans
- Ragazza in classe interpretato da Maisie McNeice
- Narratore interpretato da Nicholas McGaughey
- Abitante del villaggio interpretato da Rock Salt

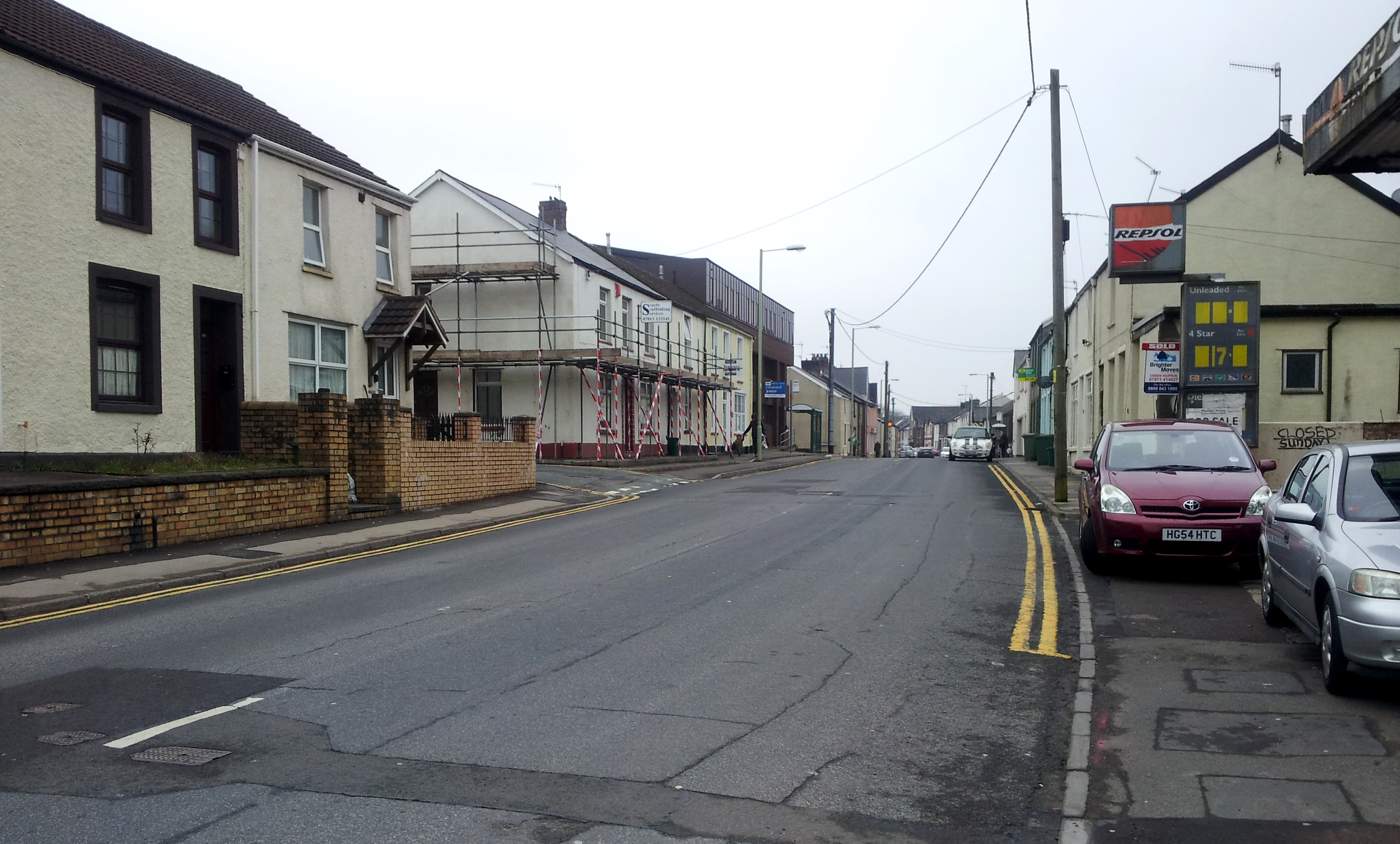
Il villaggio dove è ambientato ma non fu girato a causa dell'urbanizzazione: Taffs-Well

## Produzione

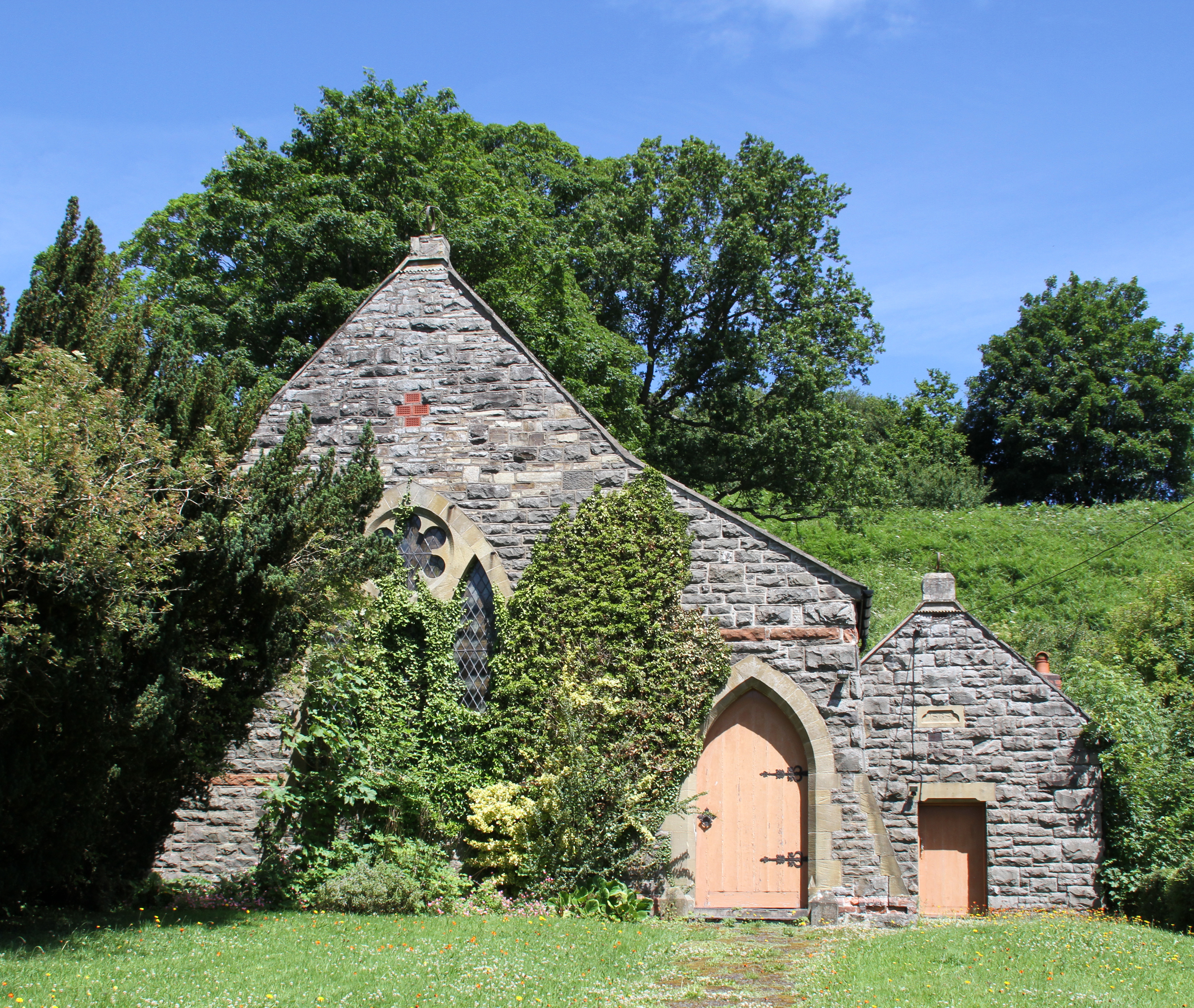
Il villaggio in cui fu girato il film, Llanrhaeadr-ym-Mochnant

### Riprese
Il film fu ripreso il 27 giugno 1994 le 3 location (di cui 2 per gli esterni) tutte nel Regno Unito furono:
- Gyrn Moelfre, contea di Powys in Galles per rappresentare la collina/montagna Ffynnon Garw del soggetto;
- Llanrhaeadr-ym-Mochnant, contea di Powys in Galles per rappresentare il paese di Ffynnon Garw;
- Pinewood Studios, Iver Heath nel Buckinghamshire in Inghilterra per gli interni.

## Colonna sonora

### Album

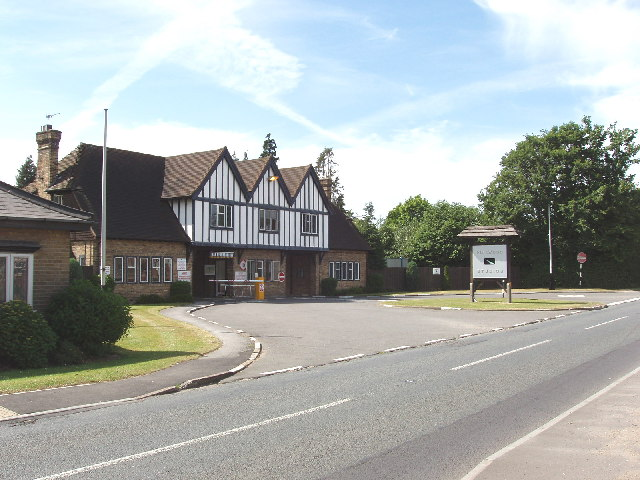
L'ingresso dei Pinewood Studios dove furon girate le scene di interni

L'album è di Stephen Endelman e ha lo stesso titolo: The Englishman Who Went Up a Hill but Came Down a Mountain

Dati aggiuntivi:

Etichetta: Epic Soundtrax – EK 67151

Formato: CD, Album

Paese: Stati Uniti d'America

Anno di uscita: 1995

Genere: Stage & Screen

Stile: Classico moderno, colonna sonora

#### Tracce
Elenco delle tracce:

01 - Opening Credits/English Drive	1:28

02 - Johnny's Triumph 1:51

03 - Hustle & Bustle 2:40

04 - Johnny's Barrow 1:20

05 - Never Ending Rain 0:44

06 - The Brothers Tup 2:02

07 - Lovers On The Mountain 2:11

08 - Reverend Jones' Death 2:00

09 - It's A Hill 0:44

10 - Villagers Begin Building 2:59

11 - The Sermon 1:50

12 - The Rain 3:37

13 - Anson & Betty 4:28

14 - Tommy Two Strokes 1:13
Il canto Men of Harlech, canto tradizionale cantato dal Gwalia Male Voice Choir in gallese a Londra.

## Distribuzione

### Data di uscita
Le date di uscita internazionali nel corso del 1995 e 1996 furono:
- il 12 maggio 1995 negli Stati Uniti
- il 17 maggio 1995 fu presentato in anteprima europea al Festival del cinema di Cannes fuori concorso
- il 17 luglio 1995 in Russia, presentato in concorso al Festival cinematografico internazionale di Mosca
- il 4 agosto 1995 nel Regno Unito
- il 11 agosto 1995 in Irlanda
- il 26 ottobre 1995 in Australia
- il 4 novembre 1995 in Corea del Sud
- il 17 novembre 1995 in Danimarca
- il 24 novembre 1995 in Italia
- il 26 dicembre 1995 in Norvegia
- il 2 gennaio 1996 in Spagna
- il 5 gennaio 1996 in Portogallo
- il 11 gennaio 1996 in Germania e in Ungheria
- il 17 gennaio 1996 in Francia
- il 19 gennaio 1996 in Svezia
- il 24 gennaio 1996 in Belgio
- il 1º febbraio 1996 in Argentina
- il 15 marzo 1996 in Finlandia
- il 3 maggio 1996 in Grecia
- il 11 maggio 1996 in Giappone

### Divieti
Presenta le seguenti certificazioni:
- Argentina: ATP
- Australia: G
- Finlandia: S
- Germania: VM 12
- Islanda: L
- Norvegia: VM 11
- Paesi Bassi: AL
- Portogallo: VM 12
- Singapore: Minori accompagnati dai genitori
- Spagna: T
- Svezia: VM 7
- Regno Unito: Minori accompagnati dai genitori
- Stati Uniti d'America: Minori accompagnati dai genitori

### Edizioni home video

#### Edizione home video americana
L'edizione home video americana dura soli 96 minuti (anziché 99) e compare l'avviso "modificato a causa del contenuto" all'inizio. È classificato PG (Parental Guidance) ovvero richiede la visione assieme ai genitori senza un'età specifica indicata.

## Accoglienza

### Incassi
Con un budget stimato pari a 40.997.769 dollari incassò nella settimana di apertura negli Stati Uniti 2.811.355 dollari al 14 maggio 1995 e complessivamente in America raccolse 10.904.930 dollari e altrettanti nel resto del mondo.

### Critica
Per quanto riguarda la sua descrizione umoristica e affettuosa dei locali, il film è stato spesso paragonato a Svegliati Ned, un film commedia scritto e diretto da Kirk Jones.

## Influenza culturale

### VeggieTales
Il 13º episodio di VeggieTales, "King George and the Ducky", conteneva una breve parodia de L'inglese che salì la collina e scese da una montagna intitolato L'inglese che salì su una collina e andò giù con tutte le banane.

## Espediente narrativi

### Lingua gallese
Uno scherzo nel film che potrebbe non essere ovvio per chi non parla il gallese si verifica quando un meccanico viene interrogato su una parte rotta non scritta che ha rimosso da un'auto e risponde "Beh, non conosco la parola inglese, ma in gallese noi chiamalo be'chi'ngalw. "In gallese, be'chi'ngalw è un nome segnaposto, come "whatchamacallit" o "thingamajig" in inglese e significa letteralmente "ciò che chiami che chiami" ed è una forma contratta di "beth dych chi'n galw". Lo scherzo è reso evidente nel romanzo su cui si basa il film.

## Errori
Ecco un elenco di errori presenti nel film:
- Quando cammina giù per la montagna, dopo la misurazione finale, Anson non ha il quadrante che deve aver usato per misurare la montagna.
- La narrazione di apertura afferma che i topografi sono arrivati di domenica e un calendario mostra il 17 giugno che era davvero una domenica. Quando il reverendo Jones parla con Davis the School del rilascio dei bambini per aiutare a costruire il tumulo, il calendario mostra il 21º giorno per farlo. Più tardi, quando Tommy Twostroke raccoglie Betty nella tenuta dove lavora, dice che è martedì.
- Garrad afferma di aver effettuato il rilevamento per 25 anni, ma ad un certo punto menziona il rilevamento nel 1888, che sarebbe stato 28 anni prima.
- La disposizione delle mani di Reginald cambia durante la sua conversazione mattutina al pub con Betty.
- Alla fine della scena in cui il reverendo taglia la gomma anteriore della macchina dell'inglese, un riflesso di un membro dell'equipaggio può essere visto sul parabrezza dell'auto dopo l'uscita del reverendo.
- Il canale di Bristol dovrebbe essere visibile dalla collina. Manca anche il fiume Taff e Castell Coch.
- Betty chiede a Reginald perché non è in prima fila e lui risponde che era a Verdun. La battaglia di Verdun coinvolse gli eserciti tedesco e francese, quindi è molto improbabile che fosse lì. È più ragionevole supporre che fosse coinvolto nella battaglia della Somme, entrambe combattute nel 1916.
- Le elevazioni delle montagne scalabili non erano allora e non sono ora determinate dalla triangolazione a punti di riferimento noti; sarebbe stato fatto mediante "livellamento spirituale", che è, più o meno, una misurazione locale del proprio cambiamento verticale lungo un percorso da un'altitudine già stabilita che, a sua volta, è in definitiva legata al livello del mare. Le elevazioni determinate dagli avvistamenti verso punti di riferimento remoti, come in questo film, sarebbero molto imprecise a causa della rifrazione atmosferica. In effetti, se una tale tecnica avesse funzionato, l'elevazione della collina potrebbe già essere stata determinata dalle misurazioni dai presunti punti di riferimento. Una ricognizione di una collina che avrebbe potuto trasformarla in una montagna sarebbe stata una misurazione differenziale.
- È poco credibile che il reverendo sia stato seppellito la stessa sera in cui è morto.

## Inesattezze storiche

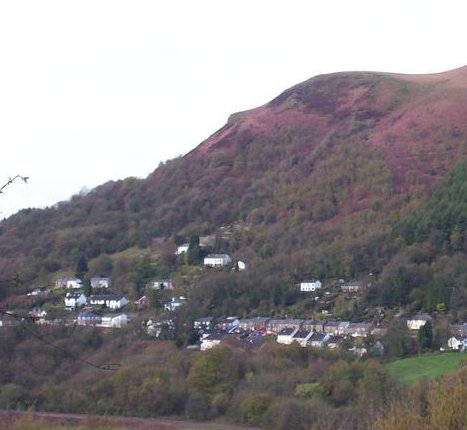
Il monte Garth

### Monte Garch o Ffynnon Garw
Il film ha portato un flusso di visitatori a salire sulla cima del Garth, e la Pentyrch History Society e il consiglio della comunità locale hanno eretto un avviso sulla montagna per spiegare il suo reale significato storico (la montagna del film è diversa da quella dell'opera da cui è tratta la sceneggiatura).